# Вернер Баумгартен-Крузіус
Вернер Баумгартен-Крузіус (нім. Werner Baumgarten-Crusius; 29 січня 1919, Дрезден — 4 листопада 1995, Франкфурт-на-Майні) — німецький офіцер, гауптман вермахту (1 лютого 1943). Кавалер Лицарського хреста Залізного хреста з дубовим листям.

## Біографія
2 листопада 1937 року вступив в 10-й піхотний полк. Як командир взводу брав участь у Польській і Французькій кампаніях. З жовтня 1941 року — ордонанс-офіцер в 156-му мотопіхотному полку 16-ї мотопіхотної дивізії, з якою взяв участь в Німецько-радянській війні. З жовтня 1941 року — командир 5-ї роти, з 1943 року — 1-го батальйону свого полку. З травня 1943 року — викладач тактики в навчальному таборі Вартенлагер (Позен), з вересня 1944 року — в Дрезденському та Берлінському військових училищах. З листопада 1944 року — командир запасного батальйону 116-ї танкової дивізії, а з 16 грудня 1944 року — знову командир 1-го батальйону 156-го моторизованого полку (який тепер входив до складу 116-ї танкової дивізії). Учасник наступу в Арденнах, під час якого 25 грудня 1944 року був взятий у полон американськими військами. 14 вересня 1945 року звільнений.

## Нагороди
- Залізний хрест
  - 2-го класу (1 жовтня 1939)
  - 1-го класу (31 жовтня 1940)
- Штурмовий піхотний знак в сріблі (15 жовтня 1940)
- Лицарський хрест Залізного хреста з дубовим листям
  - лицарський хрест (22 лютого 1942)
  - дубове листя (№ 199; 27 лютого 1943)
- Медаль «За зимову кампанію на Сході 1941/42» (20 серпня 1942)
- Нагрудний знак «За поранення» в сріблі (2 вересня 1943)
- Кримський щит (1943)